# 吉列爾莫·卡斯蒂略·雷耶斯
吉列爾莫·卡斯蒂略·雷耶斯（西班牙語：Guillermo Castillo Reyes，1966年3月17日－）是瓜地馬拉律師與政治家，前任危地马拉副总统。吉列爾莫·卡斯蒂略·雷耶斯於1998年畢業於聖卡洛斯大學，隨後在拉斐爾·蘭迪瓦爾大學完成碩士學位。 
吉列爾莫·卡斯蒂略·雷耶斯於2004年1月至2005年5月擔任瓜地馬拉勞工部副部長。2013年，他被任命為瓜地馬拉商會執行董事，2018年離職。2020年1月14日，吉列爾莫·卡斯蒂略·雷耶斯就任瓜地馬拉副總統。